# Nectarien

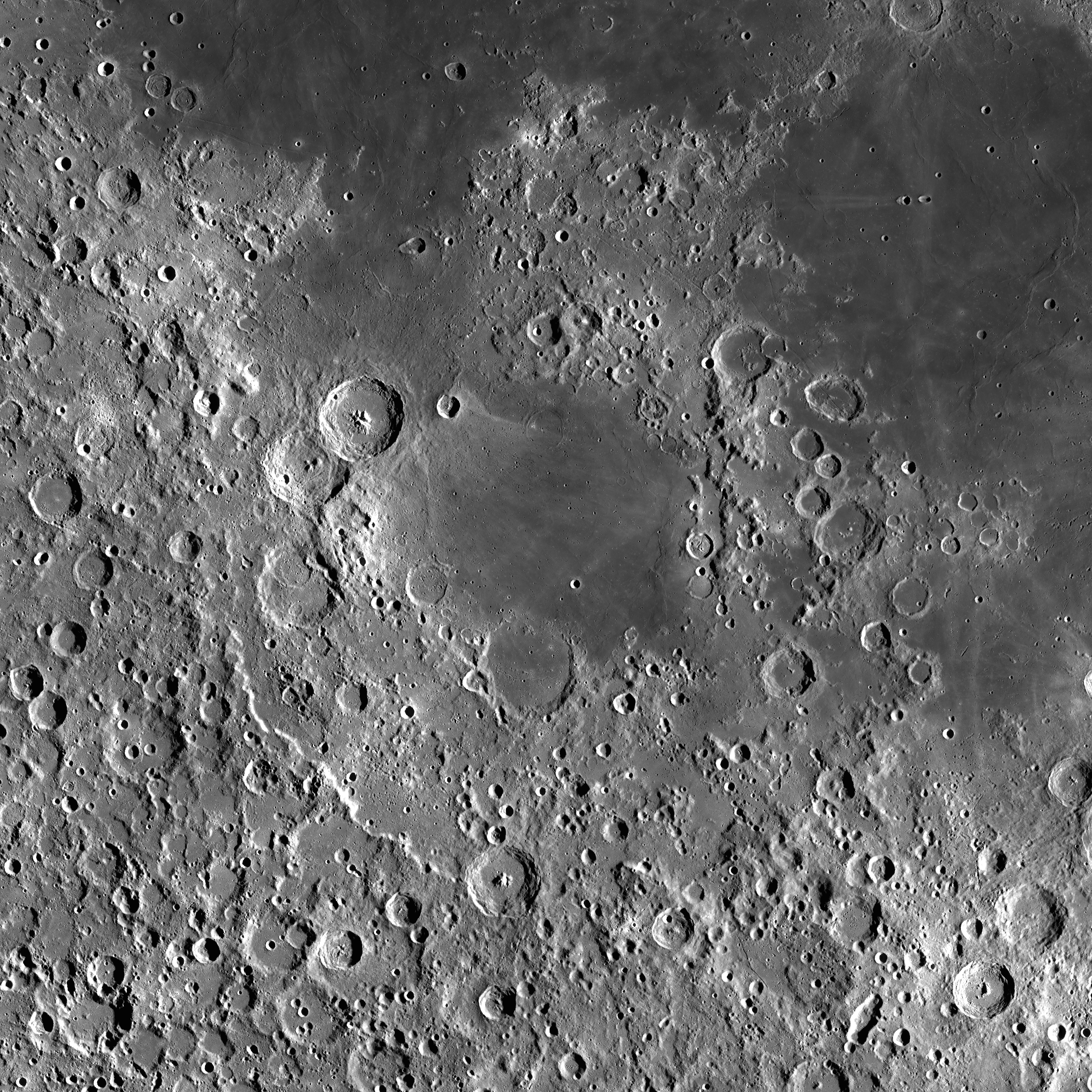
Mare Nectaris, créée lors d'un impact de météorite du Nectarien

Le Nectarien est une période géologique de la Lune qui s'étend de −3 920 à −3 850 millions d'années. Elle correspond à la formation par impact météoritique des grands bassins lunaires, tel celui de Mare Nectaris.
Sur la Terre, il ne reste que peu de traces de l'équivalent terrestre du Nectarien. Une référence scientifique fait correspondre le Nectarien lunaire à une subdivision de l'éon Hadéen.